# César Lattes
Pour les articles homonymes, voir Lattes (homonymie).
César Lattes, né Cesare Mansueto Giulio Lattes le 11 juillet 1924 à Curitiba et mort le 9 mars 2005 à São Paulo, est un physicien nucléaire brésilien, célèbre pour sa participation aux recherches qui ont permis de découvrir, dans les années 1950, le pion, vecteur essentiel de la force de cohésion du noyau atomique.
Il est le fondateur du centre brésilien de recherches physiques (CBPF).